# Marlon Devonish
Marlon Ronald Devonish (* 1. června 1976, Coventry) je britský sportovec, atlet, sprinter, olympijský vítěz a mistr Evropy ve štafetě na 4 × 100 metrů a halový mistr světa v běhu na 200 metrů.

## Kariéra
V roce 1995 získal dvě zlaté medaile (200 m, 4 × 100 m) na juniorském mistrovství Evropy v maďarské Nyíregyháze. O dva roky později vybojoval na prvním ročníku ME do 22 let ve finském Turku bronz v běhu na 100 metrů a zúčastnil se Mistrovství světa v atletice 1997 v Athénách, kde skončila jeho cesta ve čtvrtfinále. Na Mistrovství Evropy v atletice 1998 v Budapešti doběhl ve finále stovky v čase 10,24 s na pátém místě.

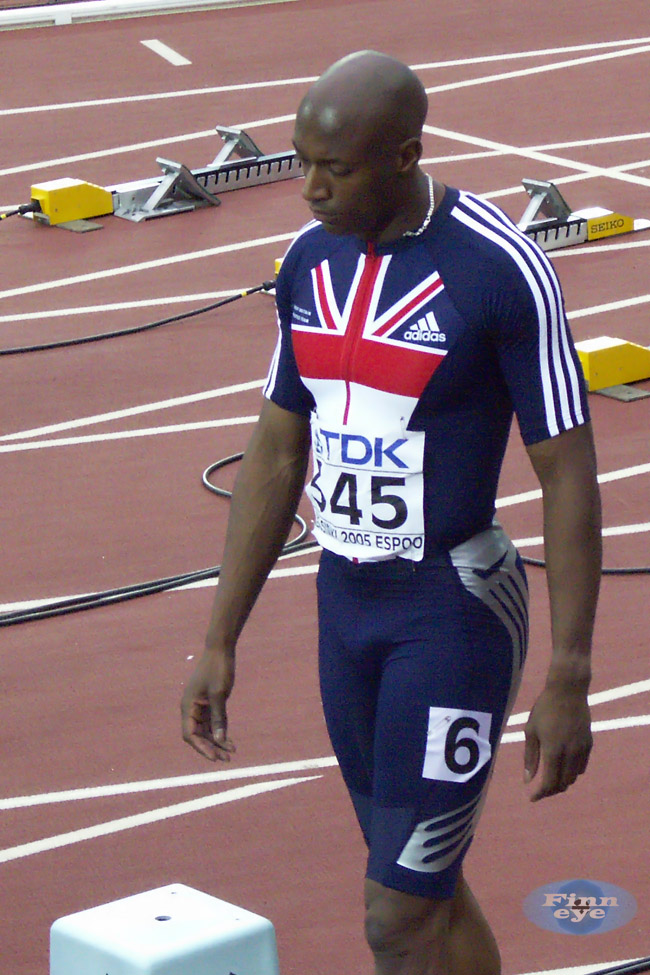
Marlon Devonish na MS 2005

V roce 1999 na světovém šampionátu v Seville mu těsně unikl postup do finále běhu na 200 metrů, když ve druhém semifinálovém běhu skončil na pátém, prvním nepostupovém místě. V roce 2000 poprvé reprezentoval na letních olympijských hrách, které se konaly v australském Sydney. V závodě na 200 metrů vypadl ve čtvrtfinále a nevedlo se také britskému kvartetu ve štafetě, které bylo diskvalifikováno v úvodním rozběhu.
V roce 2002 získal stříbro na hrách Commonwealthu v Manchesteru a bronzovou medaili na evropském šampionátu v Mnichově. O rok později se stal v Birminghamu halovým mistrem světa v běhu na 200 metrů.
Na Letních olympijských hrách 2004 v Athénách získal zlatou olympijskou medaili ve štafetě na 4 × 100 metrů společně s Darrenem Campbellem, Jasonem Gardenerem a Markem-Lewisem Francisem.
Na ME v atletice 2006 ve švédském Göteborgu bral podruhé bronzovou medaili ze dvoustovky, když trať zaběhl v čase 20,54 s. Stříbro získal Švéd Johan Wissman a zlato Francis Obikwelu z Portugalska. Třikrát v řadě vybojoval na světových šampionátech (Helsinky 2005, Ósaka 2007, Berlín 2009) bronzovou medaili ve štafetě.
V roce 2008 na letních olympijských hrách v Pekingu skončil v semifinále (200 m) na celkovém 13. místě. Na Mistrovství Evropy v atletice 2010 v Barceloně doběhl ve finále (200 m) v čase 20,62 s na čtvrtém místě. Bronz vybojoval Francouz Martial Mbandjock, který byl o 20 setin rychlejší.

## Osobní rekordy
- 100 m - (10,06 s - 10. července 2007, Lausanne)
- 200 m - (20,19 s - 29. července 2002, Manchester)